# Dolichomacrostomidae
Dolichomacrostomidae är en familj av plattmaskar. Dolichomacrostomidae ingår i fylumet plattmaskar och riket djur.

## Bildgalleri

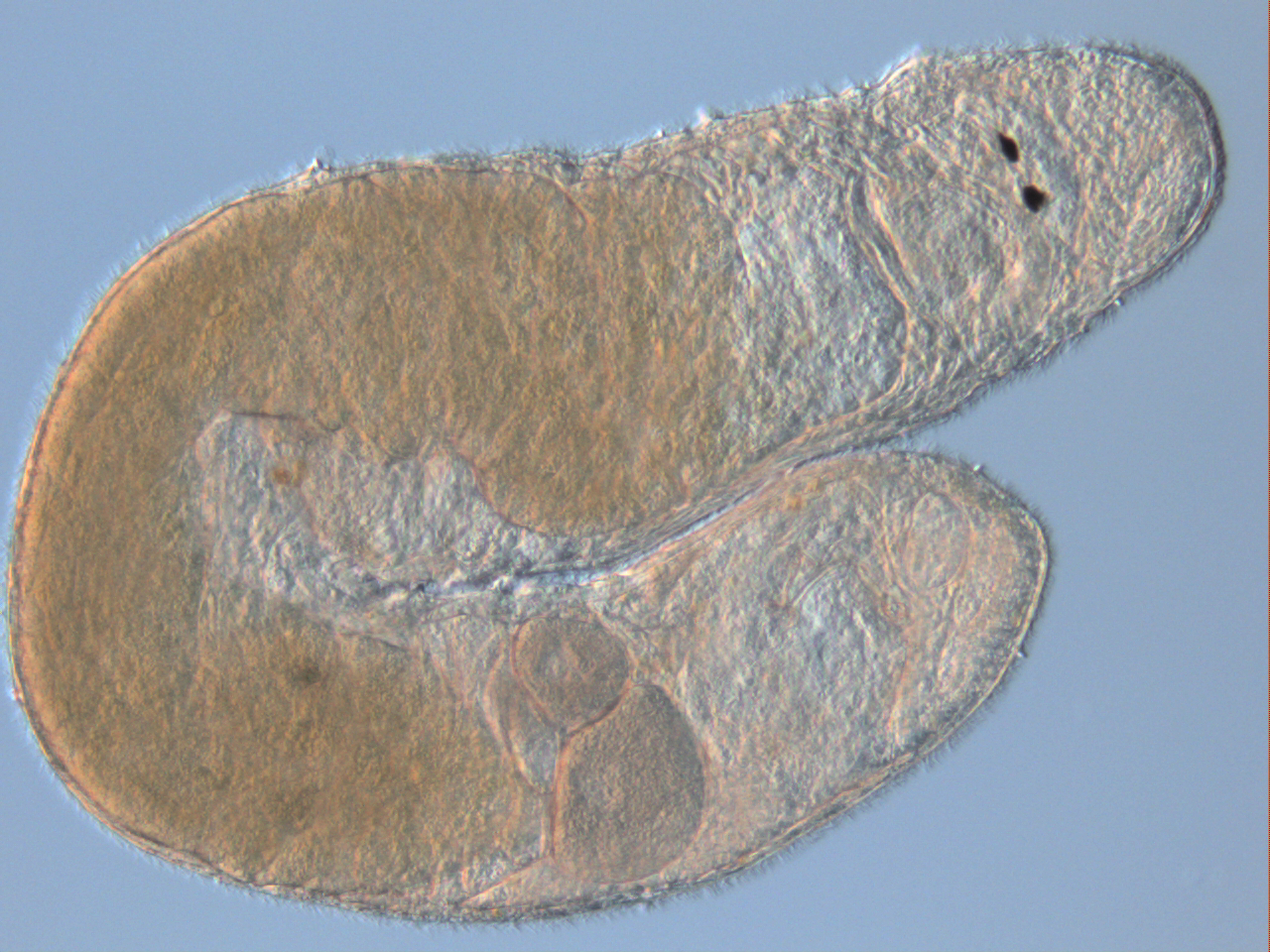